# Mary Baker Eddy
Mary Baker Eddy, född 16 juli 1821 i Bow, New Hampshire, död 3 december 1910 i Chestnut Hill i Newton, Massachusetts, var en amerikansk religiös ledare och grundare av Kristen Vetenskap. Hennes mest kända verk är Vetenskap och hälsa med nyckel till Skriften.
Två år innan sin död grundade hon tidningen The Christian Science Monitor.